# Municípios da Bulgária

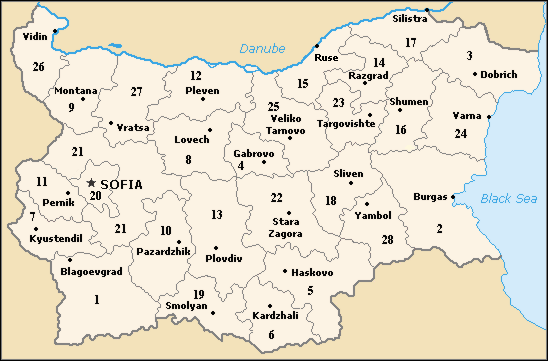
Províncias da Bulgária.

As 28 províncias da Bulgária são divididas em 265 municípios (община, obshtina). Municípios tipicamente compreendem várias vilas, aldeias e assentamentos e são governados por um prefeito que é eleito pelo voto da maioria popular para um mandato de quatro anos, e um conselho municipal que é eleito usando representação proporcional para um mandato de quatro anos.  A criação de novos municípios exige que eles sejam criados em um território com uma população de pelo menos 6.000 habitantes e criados em torno de um assentamento designado. Eles também devem ser nomeados após o assentamento que serve como centro administrativo do território, entre outros critérios.
O conselho de um município pode ainda criar subdivisões administrativas: prefeituras (kmetstvo), assentamentos (naseleno myasto), e bairros (raion).  As prefeituras são supervisionadas por prefeitos eleitos e tipicamente compreendem uma ou mais aldeias ou cidades; eles devem conter uma população de pelo menos 250.  Assentamentos são supervisionados por um gerente nomeado pelo prefeito de um município e, portanto, tem menos responsabilidades e menos poder do que uma prefeitura; eles devem ter uma população de menos de 150.  Bairros são supervisionados por prefeitos eleitos e devem ter uma população superior a 25.000; sua criação é necessária nos três municípios mais populosos da Bulgária.
Como os próprios municípios, prefeituras e bairros são designados unidades administrativo-territoriais, pois possuem seus próprios funcionários eleitos.  Assentamentos, no entanto, são simplesmente unidades territoriais designadas desde que seus líderes são nomeados.

## Província Blagoevgrad

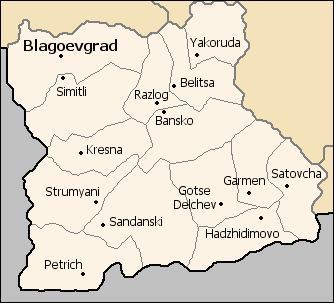
Mapa dos municípios na Província Blagoevgrad.

- Bansko
- Belitsa
- Blagoevgrad
- Garmen
- Gotse Delchev
- Hadzhidimovo
- Kresna
- Petrich
- Razlog
- Sandanski
- Satovcha
- Simitli
- Strumyani
- Yakoruda

## Província Burgas

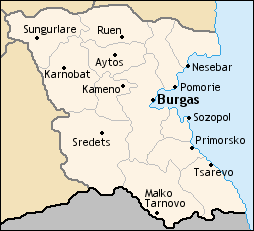
Os municípios da Província Burgas.

- Aitos
- Burgas
- Kameno
- Karnobat
- Malko Tărnovo
- Nessebar
- Pomorie
- Primorsko
- Ruen
- Sozopol
- Sredec
- Sungurlare
- Carevo

## Província Dobrich

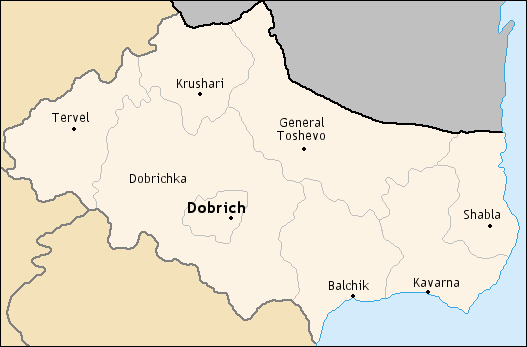
Os municípios da Província Dobrich.

- Balčik
- Dobrich
- Dobrichka
- General Toševo
- Kavarna
- Krushari
- Šabla
- Tervel

## Província Gabrovo

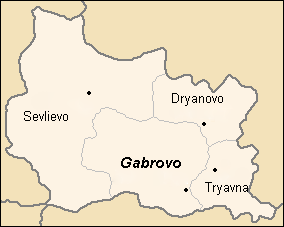
Os municípios da Província Gabrovo.

- Drjanovo
- Gabrovo
- Sevlievo
- Triavna

## Província Haskovo
- Dimitrovgrad
- Harmanli
- Haskovo
- Ivajlovgrad
- Ljubimec
- Madžarovo
- Mineralni Bani
- Simeonovgrad
- Stambolovo
- Svilengrad
- Topolovgrad

## Província Kardzhali
- Ardino
- Chernoochene
- Dzhebel
- Kardzhali
- Kirkovo
- Krumovgrad
- Momčilgrad

## Província Kyustendil
- Boboševo
- Bobov Dol
- Dupnitsa
- Kočerinovo
- Kyustendil
- Nevestino
- Rila
- Sapareva Banya
- Treklyano

## Província Lovech
- Aprilci
- Letnica
- Lukovit
- Lovech
- Ugărčin
- Jablanica
- Teteven
- Troyan

## Província Montana
- Berkovica
- Bojčinovci
- Brusarci
- Čiprovci
- Georgi Damyanovo
- Lom
- Medkovets
- Montana
- Vălčedrăm
- Văršec
- Yakimovo

## Província Pazardzhik
- Batak
- Belovo
- Bracigovo
- Lesichevo
- Panagjurište
- Pazardzhik
- Peštera
- Rakitovo
- Septemvri
- Strelča
- Velingrad

## Província Pernik
- Breznik
- Kovachevtsi
- Pernik
- Radomir
- Tran
- Zemen

## Província Pleven

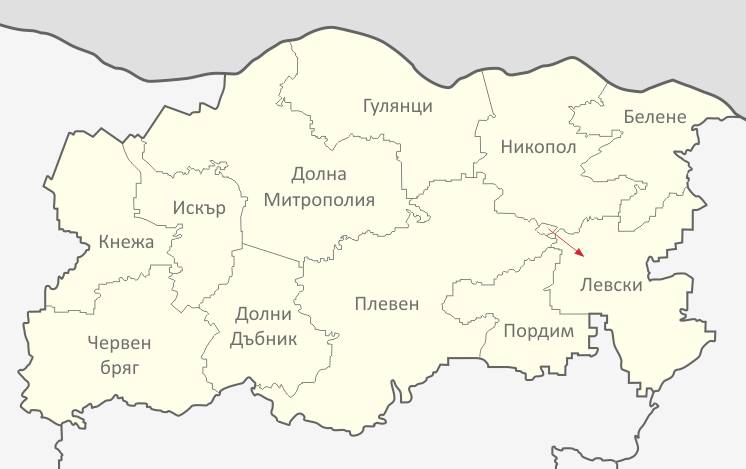
Os municípios da Província Pleven.

- Belene
- Červen Brjag
- Dolna Mitropolija
- Dolni Dăbnik
- Guljanci
- Iskăr
- Kneža
- Levski
- Nikopol
- Pleven
- Pordim

## Província Plovdiv
- Asenovgrad
- Brezovo
- Hisar
- Kaloyanovo
- Karlovo
- Kričim
- Laki
- Maritsa
- Părvomaj
- Peruštica
- Plovdiv
- Rakovski
- Rodopi
- Sadovo
- Săedinenie
- Stambolijski

## Província Razgrad
- Isperih
- Kubrat
- Loznica
- Razgrad
- Samuil
- Car Kalojan
- Zavet

## Província Ruse
- Borovo
- Bjala
- Dve Mogili
- Ivanovo
- Ruse
- Slivo Pole
- Tsenovo
- Vetovo

## Província Shumen
- Hitrino
- Kaolinovo
- Kaspičan
- Nikola Kozlevo
- Novi Pazar
- Shumen
- Smjadovo
- Varbitsa
- Veliki Preslav
- Venets

## Província Silistra
- Alfatar
- Dulovo
- Glavinica
- Kaynardzha
- Silistra
- Sitovo
- Tutrakan

## Província Sliven
- Kotel
- Nova Zagora
- Sliven
- Tvărdica

## Província Smolyan
- Banite
- Borino
- Čepelare
- Devin
- Dospat
- Madan
- Nedelino
- Rudozem
- Smolyan
- Zlatograd

## Sófia (cidade)

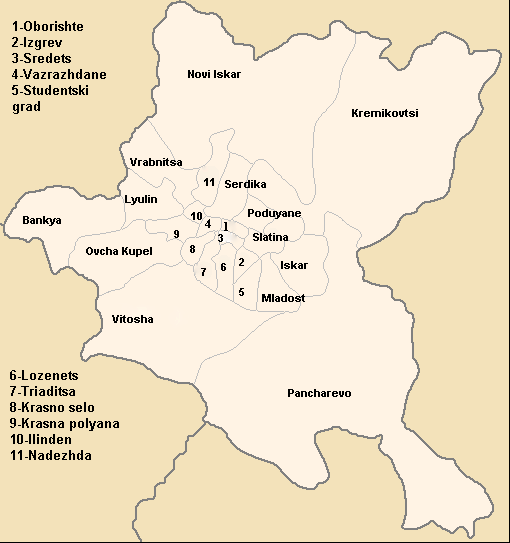
Os municípios da cidade Sófia.

- Ilinden
- Iskar
- Izgrev
- Krasna polyana
- Krasno Selo
- Kremikovtsi
- Lozenets
- Lyulin
- Mladost
- Nadezhda
- Novi Iskar
- Oborishte
- Ovcha kupel
- Pancharevo
- Poduyane
- Serdika
- Slatina
- Sredec
- Studentski Grad
- Triaditsa
- Vazrazhdane
- Vitosha
- Vrabnitsa

## Província Sofia
- Anton
- Botevgrad
- Božurište
- Chavdar
- Chelopech
- Dolna Banja
- Dragoman
- Elin Pelin
- Etropole
- Godeč
- Gorna Malina
- Ihtiman
- Koprivštica
- Kostenec
- Kostinbrod
- Mirkovo
- Pirdop
- Pravec
- Samokov
- Slivnica
- Svoge
- Zlatica

## Província Stara Zagora
- Bratya Daskalovi
- Čirpan
- Gălăbovo
- Gurkovo
- Kazanlăk
- Măgliž
- Nikolaevo
- Opan
- Pavel banja
- Radnevo
- Stara Zagora

## Província Targovishte
- Antonovo
- Omurtag
- Opaka
- Popovo
- Targovishte

## Província Varna
- Aksakovo
- Avren
- Beloslav
- Bjala
- Dălgopol
- Devnja
- Dolni čiflik
- Provadija
- Suvorovo
- Valchidol
- Varna
- Vetrino

## Província Veliko Tarnovo

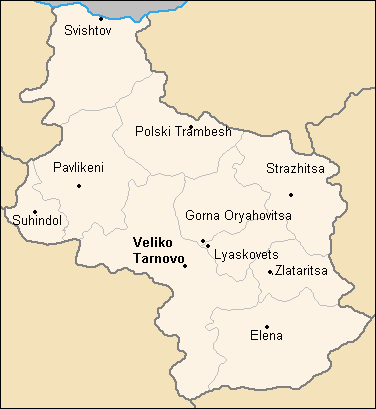
Mapa dos municípios da Província Veliko Tarnovo.

- Elena
- Gorna Oryakhovitsa
- Ljaskovec
- Pavlikeni
- Polski Trămbeš
- Stražica
- Suhindol
- Svishtov
- Veliko Tarnovo
- Zlatarica

## Província Vidin
- Belogradčik
- Boynitsa
- Bregovo
- Chuprene
- Dimovo
- Gramada
- Kula
- Makresh
- Novo Selo
- Ruzhintsi
- Vidin

## Província Vratsa
- Borovan
- Bjala Slatina
- Hairedin
- Kozloduj
- Krivodol
- Mezdra
- Mizija
- Orjahovo
- Roman
- Vratsa

## Província Yambol
- Boljarovo
- Elhovo
- Straldža
- Tundzha
- Yambol